# آموکو کدیز
آموکو کدیز (به انگلیسی: Amoco Cadiz) یک کشتی بود که طول آن ۳۳۴٫۰۲ متر (۱٬۰۹۵٫۹ فوت) بود. این کشتی در سال ۱۹۷۴ ساخته شد. این کشتی ۲۲۳۰۰۰ تن نفت ایران را همراه داشت و تمام محموله آن با ۴۰۰۰ تن بنزین وارد دریا شد. این کشتی در ۱۶ مارس ۱۹۷۸ در منطقه ساحلی بریتانی غرق شد.